# Monument to the Great Fire of London

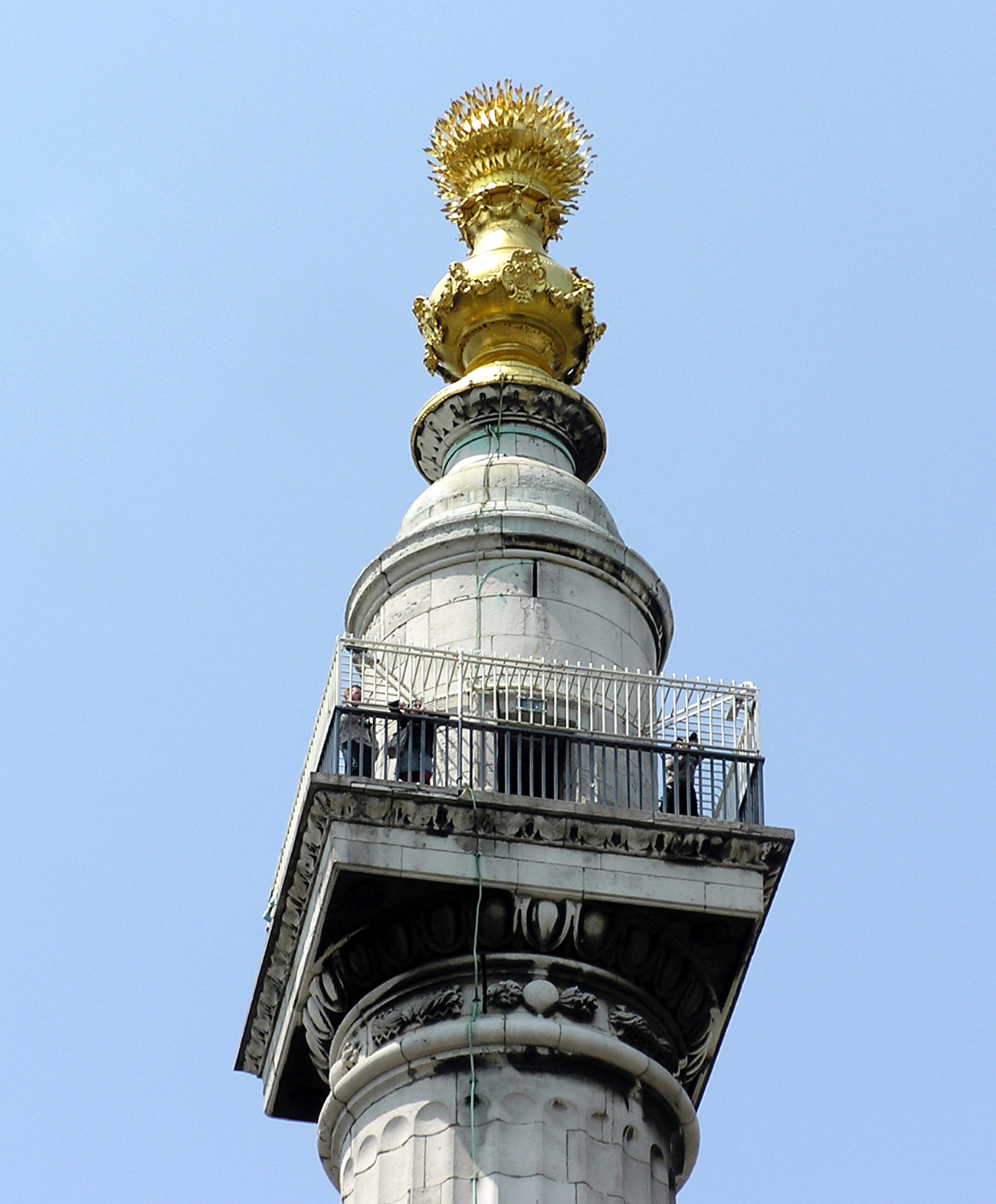
Monument - platforma widokowa

Monument to the Great Fire of London zwany prościej The Monument. Jest to najwyższa  wolnostojąca kamienna kolumna na świecie. Upamiętnia ona Wielki pożar Londynu, który miał miejsce w 1666 roku. Znajduje się w City na skrzyżowaniu Monument Street i Fish Street Hill.

## Historia

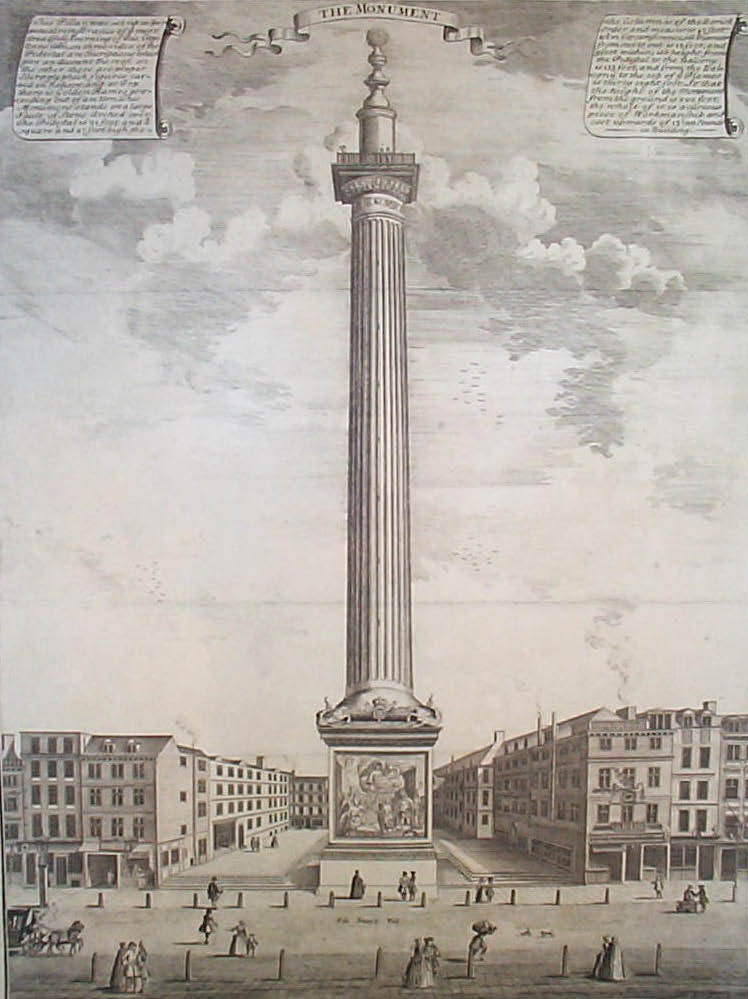
Monument w 1753 roku

Monument został zbudowany w latach 1671–1677. Został on zaprojektowany przez Christophera Wren oraz Roberta Hooke. Ma on wysokość 62 metrów i stoi w odległości 62 metrów od miejsca gdzie 2 września 1666 roku rozpoczął się Wielki pożar Londynu, czyli piekarni która znajdowała się na ulicy Pudding Lane. Jako miejsce budowy wybrano teren na którym stał kościół St Margaret New Fish Street – jeden z pierwszych kościołów który spłonął podczas pożaru. Na szczycie początkowo miała znajdować się statua Karola II Stuarta, lecz w związku z tym, iż samemu królowi pomysł się nie spodobał został wybrany drugi projekt – pozłacanej płonącej urny. Wedle pierwotnych intencji projektantów na co dzień miał on służyć jako miejsce różnych eksperymentów robionych przez członków Royal Society, lecz wibracje wytwarzane przez ruch uliczny spowodowały, że zrezygnowano z tego pomysłu. Monument stał się miejscem dostępnym dla zwiedzających i licznie odwiedzanym, gdyż z balkonu widokowego można podziwiać panoramę Londynu. Po kilku samobójczych skokach z  tarasu widokowego postanowiono w 1842 roku zamontować na nim metalową klatkę. Podczas II wojny światowej Monument był zamknięty dla zwiedzających, otwarto go ponownie 13 sierpnia 1946 roku. W latach 1831, 1954 i 2007 zostały przeprowadzane gruntowne remonty. Po ostatnim remoncie w związku z tym, iż Monument nie jest dostosowany dla ludzi niepełnosprawnych, została udostępniona możliwość zobaczenia panoramy rozciągającej się z tarasu bez wchodzenia na niego przy wykorzystaniu panoramicznej kamery, która na żywo przekazuje obraz ze szczytu.

## Konstrukcja

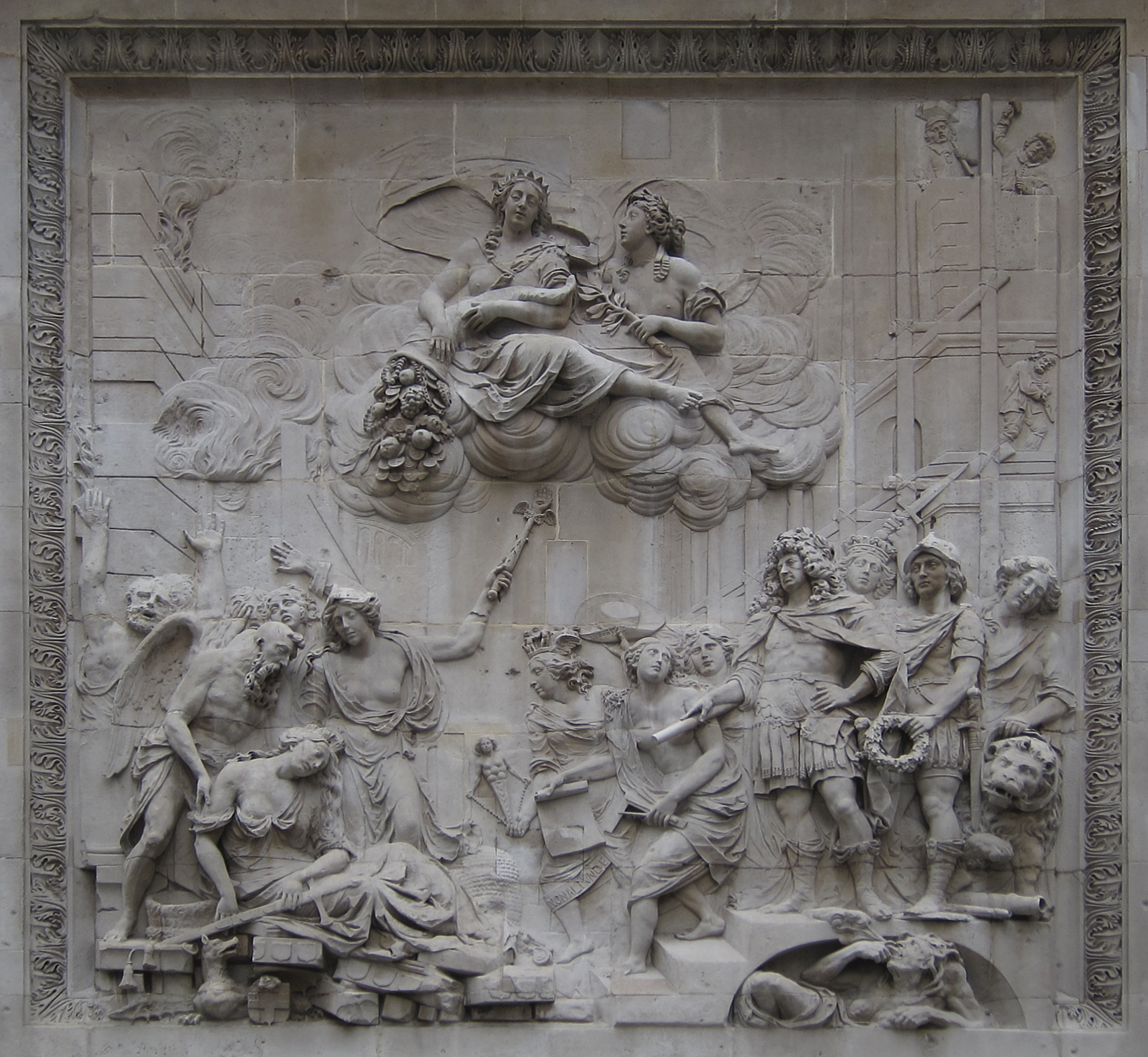
Monument - płaskorzeźba

Na szczycie 62 metrowej kolumny zaprojektowanej na wzór dorycki znajduje się pozłacana rzeźba przedstawiająca płonącą urnę. Na szczyt prowadzą spiralne schody które posiadają 347 stopni, jednak do tarasu widokowego który znajduje się na wysokości 49 metrów wystarczy wspiąć się na 311 stopni. Na podstawie Monumentu od strony zachodniej znajduje się płaskorzeźba, zaś z pozostałych stron inskrypcje w języku łacińskim. Na dolnej lewej stronie płaskorzeźby znajduje się kobieta reprezentująca Londyn, siedząca na ruinach z opuszczoną głową oraz trzymająca leżący obok miecz. Tuż za nią znajduje się postać ze skrzydłami i ogoloną głową przedstawiającą Czas, która wraz z drugą postacią (kobietą) próbuje ją podnieść. Za nimi przedstawione są płonące budowle i wznoszący ręce w geście rozpaczy mieszkańcy miasta. Nad nimi w chmurach znajdują się dwie boginie – jedna z rogiem obfitości a druga z gałązką oliwną oznaczającą pokój. W prawym dolnym rogu, naprzeciwko pierwszej grupy osób znajdują się następne osoby -  Karol II Stuart w rzymskim stroju trzymający buławę w ręce i nakazujący trzem kobietom ze swojego orszaku pomóc siedzącej kobiecie. Pierwsza reprezentuje Naukę, druga Architekturę a trzecia Wolność. Za królem znajduje się jego brat Jakub II Stuart trzymający wieniec aby koronować podnoszące się z ruin miasto. Za nimi znajdują się dwie postacie reprezentujące Sprawiedliwość i Odwagę, zaś w tle widać obudowujące się miasto. Inskrypcja od strony południowej opisuje działania podjęte przez Karola II Stuarta po pożarze (m.in. opisującą pomoc finansową dla miasta oraz zarządzenia dotyczące odbudowy takie jak budowa nowych budynków z kamienia itp.). Inskrypcja od strony południowej opisuje jak zaczął się Wielki pożar Londynu i jakie nastąpiły zniszczenia. Inskrypcja od strony wschodniej wymienia kolejno burmistrzów Londynu od momentu rozpoczęcia budowy Monumentu do jej zakończenia.

## Informacje
Wstęp do Monumentu jest płatny. Można także kupić bilet kombinowany połączony ze zwiedzaniem Tower Bridge.
Każdy zwiedzający przy wyjściu otrzymuje pamiątkowy dyplom przedstawiający Monument w 1753 roku.
Godziny otwarcia:
9:30 – 17:30 (ostatnie wejście o 17:00)
Najbliższa stacja metra:
- Bank i Monument (wyjście od strony Monument)